# Viatge a Babel
"Viatge a Babel" (títol original en anglès "Journey to Babel") és el desè episodi de la segona temporada de la sèrie de televisió de ciència-ficció estatunidenca Star Trek. Escrit per D. C. Fontana i dirigida per Joseph Pevney, es va emetre per primera vegada el 17 de novembre de 1967.
A l'episodi, Enterprise s'encarrega de transportar dignataris a una conferència diplomàtica.
L'episodi inclou la primera aparició de Sarek (Mark Lenard) i Amanda (Jane Wyatt), els pares de Spock, i també presenta dues espècies noves, els andorians i els tellarites.

## Argument
L’Enterprise, sota el comandament del capità Kirk, està transportant ambaixadors de la Federació a una conferència al planeta Babel per discutir l'admissió del sistema Coridan a la Federació. El sistema és una font principal de cristalls de diliti, però està poc poblat i sense protecció, una situació que alguns preferirien mantenir mantenint a Coridan fora de la Federació.
Sarek, que és un ambaixador de Vulcà, puja a la nau amb la seva dona humana Amanda, ignorant la salutació d'en Spock. El capità Kirk s'assabenta que en Sarek és de fet el pare de Spock, ara distanciats perquè havia desaprovat la decisió del seu fill d'unir-se a la Flota Estel·lar en lloc d'assistir a l'Acadèmia de Ciències Vulcaniana.
Durant una recepció per als passatgers, l'ambaixador tellarita, Gav, demana conèixer la posició de Sarek sobre Coridan. Impulsat per una resposta, Sarek es refereix a la necessitat de protegir Coridan de les operacions mineres no autoritzades, amb les quals han participat els vaixells tellarites. Gav s'ofen per l'acusació i l'enfrontament esdevé breument físic abans que Kirk intervingui, advertint a totes les parts que mantinguin l'ordre a la seva nau.
Mentrestant, l'oficial de comunicacions Uhura ha detectat una transmissió codificada enviada des de l' Enterprise a un vaixell de moviment ràpid a l'extrem del rang del sensor. Poc després, l'ambaixador Gav és trobat assassinat, amb el coll trencat pel que Spock descriu com un antic mètode d'execució vulcà anomenat Tal-Shaya, llançant sospita sobre Sarek. Durant l'interrogatori, Sarek pateix un esdeveniment cardiovascular i és traslladat d'urgència a la infermeria, on el cap mèdic McCoy determina que necessita una cirurgia immediata. Com que hi ha una escassetat de la seva rara sang de tipus T negatiu, Spock s'ofereix per donar part de la seva pròpia sang per a l'operació, utilitzant un estimulant experimental per augmentar la producció de sang.
Els plans per al procediment s'aturen quan Thelev, membre de la delegació andoriana, apunyala el capità Kirk. Kirk sotmet Thelev però és greument ferit i portat a l'infermeria, mentre que Thelev és empresonat al bergantí. D'acord amb la normativa, i malgrat la súplica emocional de l'Amanda, Spock es nega a servir com a donant de sang i lliurar el comandament de l' Enterprise a un altre oficial, ja que la situació és massa crítica i les regulacions de comandament callen sobre la qüestió dels privilegis personals.
En assabentar-se de la negativa de Spock a renunciar al comandament, i havent-se recuperat prou com per poder caminar, Kirk torna al pont per rellevar Spock i ordenar-lo a Sickbay, amb la intenció de lliurar el comandament a Montgomery Scott i després s'amaga als seus quarters fins que es completi l'operació. Quan l'Uhura recull una altra transmissió codificada des de dins d' Enterprise i rastreja la font fins al bergantí, Kirk decideix quedar-se al pont. Quan es busca en Thelev, es descobreix que una de les seves antenes és falsa i amaga un petit transceptor.
La nau no identificat s'hi tanca i ataca, movent-se massa ràpidament perquè l’"Enterprise" es defensi amb fasers. La nau rep diversos trets de la nau atacant. McCoy comença l'operació aSarek, que està rebent sang directament de Spock. Kirk ordena a Thelev que vingui al pont i li pregunta sobre ell mateix i el vaixell atacant; Thelev no respon. Kirk decideix una maniobra estranya, tancant l'energia interna per fer que l’Enterprise sembli paralitzat. L'atacant s'acosta i baixa a la velocitat de subllum, i l’Enterprise la danya amb un atac de faser sorpresa. El vaixell discapacitat s'autodestrueix. Thelev revela que tant ell com el vaixell estaven en missions suïcides; llavors s'ensorra i mor per un verí d'acció retardada.
Kirk torna a la infermeria per rebre més atenció i troba que Spock i Sarek estan alerta, la cirurgia és un aparent èxit. Spock especula que Thelev i la nau atacant eren d'origen Orió, i la velocitat i la potència d'aquest últim eren coherents amb una missió suïcida, amb tota l'energia dedicada a l'atac. Kirk i Spock presumen que la missió de Thelev a bord de l' Enterprise era sembrar la desconfiança entre els membres de la Federació i debilitar l' Enterprise abans de l'atac. En suport d'aquesta teoria hi ha el fet que Orió ha estat assaltant Coridan, i s’aprofitaria d'això venent diliti a ambdós bàndols en una guerra. L'Amanda demana en Sarek que agraeixi a Spock per haver-li salvat la vida, però Sarek s'arronsa d'espatlles i diu que només era lògic. L'Amanda expressa la ràbia per aquesta lògica, i Spock, observant l'exasperació de la seva mare, li pregunta a Sarek per què es va casar amb ella. Sarek respon: "En aquell moment, semblava la cosa lògica a fer", i ofereix a l'Amanda la mà en un gest ritual d'afecte. McCoy ordena fermament a Kirk i Spock que es quedin en silenci al llit, i finalment té l'última paraula.

## Doblatge al català
L’episodi va ser doblada al català pels estudis Tecni-3 (primera part) i Diálogo (segona part) i emés a TV3 l’any 1989.
| Personatge                | Actor/actriu      | Veu en català                      |
| ------------------------- | ----------------- | ---------------------------------- |
| James T. Kirk             | William Shatner   | Jordi Boixaderas                   |
| Spock                     | Leonard Nimoy     | Isidre Sola i Llop                 |
| Leonard McCoy             | DeForest Kelley   | Eduard Lluís Muntada               |
| Montgomery Scott 'Scotty' | James Doohan      | Joan Carles Gustems Domènec Farell |
| Nyota Uhura               | Nichelle Nichols  | Glòria Roig Azucena Díaz           |
| Hikaru Sulu               | George Takei      | Jaume Nadal Enric Cusí             |
| Pavel Chekov              | Walter Koenig     | Quim Roca Pep Madern               |
| Christine Chapel          | Majel Barrett     | Ana Maria Mauri Rosa Gavin         |
| Amanda                    | Jane Wyatt        | Roser Cavallé                      |
| Sarek                     | Mark Lenard       | Lluís Marco                        |
| Thelev                    | William O'Connell | Joaquim Sota                       |
| Gav                       | John Wheeler      | Albert Díaz                        |
| Shras                     | Reggie Nalder     | Francesc Figuerola                 |

## Producció
Wyatt havia estat força coneguda per la comedia de situació dels anys 50 Father Knows Best, on interpretava a la mare d'Elinor Donahue. L'episodi que es va emetre per primera vegada la setmana anterior a aquest episodi, "Metamorfosi", presentava a Donahue com a actriu convidada, interpretant la comissària Nancy Hedford, que es va convertir en el "Company" de Zefram Cochrane.
Aquest episodi va introduir les espècies andoriana i tellarita. John Wheeler, l'actor que interpretava a l'ambaixador tellarita, Gav, tenia dificultats per veure a través dels forats dels ulls del seu maquillatge protèsic i es va veure obligat a aixecar el cap d'una manera aparentment arrogant per tal de veure els altres actors. Les antenes andorianes (que broten de la part posterior del cap en aquest i altres episodis de la sèrie original) es van representar a l'última sèrie Star Trek: Enterprise sortint del front i capaç de moure's.

## Recepció
El 1996, per al 30è aniversari de la franquícia, TV Guide va classificar "Viatge a Babel" número 5 a la seva llista dels 10 millors episodis de Star Trek.
La llista de Io9 del 2014 dels 100 millors episodis de Star Trek va situar "Viatge a Babel" com el 39è millor episodi de totes les sèries fins aleshores, de més de 700 episodis; van assenyalar que aquest episodi presenta els pares de Spock i s centra en la diplomàcia.
El 2015, SyFy va classificar aquest episodi com un dels deu episodis de Spock de la sèrie original de Star Trek essencials. L'any següent també van classificar les estrelles convidades Mark Lenard, com Sarek, i Jane Wyatt, com Amanda, com a terceres millors estrelles convidades de la sèrie original.
El 2016, The Hollywood Reporter va qualificar "Viatge a Babel" com el 15è millor episodi de la sèrie original. L'episodi va presentar Spock's pares, Sarek i Amanda, que mai més van tornar a aparèixer a la sèrie, però es van convertir en personatges principals de la franquícia Star Trek. Sarek és el pare del mig germà de Spock, Sybok (introduït a Star Trek: L'última frontera), i tots dos van adoptar Michael Burnham (introduït a Star Trek: Discovery). ) com a germana gran de Spock.
El 2016, The Washington Post va classificar aquest episodi com el novè millor episodi d'imatge real de la franquícia Star Trek, citant "la política complicada" de la família de Spock, la política de la Federació i l'actuació de Mark Lenard com a Sarek.
El 2016, Business Insider va classificar "Viatge a Babel" com el setè millor episodi de la sèrie original.
El 2016, Newsweek va classificar "Viatge a Babel" com un dels millors episodis de la sèrie original. Observen que l'episodi inclou els extraterrestres de la franquícia de Star Trek, vulcanians, andorians i tellarites, a més d'humans que van a una conferència espacial. Noten que l'episodi és una mena de moment d'ensenyament, sobre la Federació, la política i la relació de Spock amb els seus pares.
El 2016, Vox va classificar aquest com un dels 25 episodis essencials de tot Star Trek.
L'any 2017, Inverse va recomanar "Viatge a Babel" com a "visualització essencial" per a Star Trek: Discovery.
El 2019, Nerdist va incloure aquest episodi a la seva guia de marató de sèries "Best of Spock".
El 2020, ScreenRant el va classificar com el 8è millor episodi de la sèrie original (TOS), elogiant-lo per tenir "una mica de tot el que fa que TOS sigui genial. Extraterrestres creatius i interessants, tensió política i resolució, drama personal i aventures de gran risc."
El 2021, CBR va dir que "Viatge a Babel" era un "episodi essencial" de la sèrie original, afirmant que " Viatge a Babel porta l'acció, drama i diversió en un excel·lent aparador del que és capaç la sèrie", i assenyalant les dues trames interessants: una d'intriga política i una altra de relació pare-fill.